# Rechteren
Rechteren is een buurtschap in de gemeente Dalfsen in de Nederlandse provincie Overijssel. Het is gelegen in de buurt van de Overijsselse Vecht, tussen Dalfsen en Ommen; het ligt aan de R102 (Dalfsen-Ommen).

## Kasteel Rechteren
In Rechteren staat een kasteel dat gezien wordt als het best bewaarde historische bouwwerk van de gemeente Dalfsen. Het kasteel Rechteren (dat niet openbaar toegankelijk is, maar wel in een mooie landelijke omgeving ligt zodat er gelegenheid is tot het maken van foto's) is het enige middeleeuwse kasteel in Overijssel dat ondanks diverse belegeringen, ontmantelingen en verbouwingen in zeer goede staat is achtergelaten.
Bij het kasteel was in het begin van de 20e eeuw een stopplaats aan de spoorlijn Zwolle - Stadskanaal.